# Избори за Уставотворну скупштину ДФЈ 1945.
Избори за Уставотворну скупштину Демократске Федеративне Југославије одржани су 11. новембра 1945. године. Пошто су се политичке партије груписане у тзв. „Удружење опозиционих странака“ одлучиле на бојкот избора, на изборима је учествовала само листа Народног фронта Југославије, чији носилац је био Јосип Броз Тито.

## Избори у два дома
Народни посланици за Уставотворну скупштину су бирани у два дома: Савезну скупштину и Скупштину народа.
Избори народних посланика за Савезну скупштину Уставотворне скупштине врше се по изборним срезовима и изборним окрузима. Изборни окрузи се поклапају са одговарајућим административним окрузима. У оним земљама где нема административних округа, Земаљска изборна комисија ће образовати изборне округе спајањем појединих изборних срезова. Градови: Београд, Загреб, Скопље, Љубљана и Сарајево чине засебне изборне округе. Број посланика за целу државу одређује Савезна изборна комисија према целокупном броју становника установљеном у последњем попису 1931, тако да се на сваких 40.000 бира по један посланик.
Избори народних посланика за Скупштину народа Уставотворне скупштине врше се по федералним јединицама, у Војводини, на Косову и Метохији. Бирачи сваке федералне јединице бирају по 25 посланика, бирачи Војводине 15, а Косова и Метохије 10 посланика.

## Резултати избора
| Резултати избора за Савезну скупштину | Резултати избора за Савезну скупштину | Резултати избора за Савезну скупштину | Резултати избора за Савезну скупштину | Резултати избора за Савезну скупштину | Резултати избора за Савезну скупштину | Резултати избора за Савезну скупштину | Резултати избора за Савезну скупштину |
| федерална јединица (аутономна област) | број бирача                           | број изашлих                          | број изашлих                          | гласали за листу Народног фронта      | гласали за листу Народног фронта      | гласали за „кутију без листе”         | гласали за „кутију без листе”         |
| ------------------------------------- | ------------------------------------- | ------------------------------------- | ------------------------------------- | ------------------------------------- | ------------------------------------- | ------------------------------------- | ------------------------------------- |
| Босна и Херцеговина                   | 1.086.112                             | 1.004.964                             | 92,5%                                 | 956.809                               | 95,2%                                 | 48.155                                | 4,7%                                  |
| Македонија                            | 580.091                               | 561.666                               | 96,8%                                 | 538.353                               | 95,8%                                 | 23.313                                | 4,1%                                  |
| Словенија                             | 724.024                               | 689.910                               | 95,2%                                 | 574.318                               | 83,2%                                 | 115.592                               | 16,7%                                 |
| Хрватска                              | 2.076.091                             | 1.905.429                             | 91,7%                                 | 1.743.797                             | 91,5%                                 | 161.632                               | 8,4%                                  |
| Црна Гора                             | 193.959                               | 186.447                               | 96,1%                                 | 182.595                               | 97,9%                                 | 3,852                                 | 2.0%                                  |
| Србија                                | 2.423.099                             | 1.867.701                             | 77,1%                                 | 1.654.545                             | 88,5%                                 | 213.156                               | 11,4%                                 |
| Војводина                             | 977.276                               | 901.040                               | 92,2%                                 | 769.482                               | 85,4%                                 | 131.558                               | 14,6%                                 |
| Косово и Метохија                     | 322.803                               | 315.312                               | 97,6%                                 | 305.148                               | 96,7%                                 | 10.614                                | 3,2%                                  |
| укупно                                | 8.383.455                             | 7.432.469                             | 88,6%                                 | 6.725.047                             | 90,5%                                 | 707.422                               | 9,5%                                  |

| Резултати избора за Скупштину народа  | Резултати избора за Скупштину народа | Резултати избора за Скупштину народа | Резултати избора за Скупштину народа | Резултати избора за Скупштину народа | Резултати избора за Скупштину народа | Резултати избора за Скупштину народа | Резултати избора за Скупштину народа |
| федерална јединица (аутономна област) | број бирача                          | број изашлих                         | број изашлих                         | гласали за листу Народног фронта     | гласали за листу Народног фронта     | гласали за „кутију без листе”        | гласали за „кутију без листе”        |
| ------------------------------------- | ------------------------------------ | ------------------------------------ | ------------------------------------ | ------------------------------------ | ------------------------------------ | ------------------------------------ | ------------------------------------ |
| Босна и Херцеговина                   | 1.086.112                            | 999.698                              | 92,0%                                | 941.391                              | 94,1%                                | 58.307                               | 5,8%                                 |
| Македонија                            | 580.091                              | 561.257                              | 96,7%                                | 538.081                              | 95,8%                                | 23.176                               | 4,1%                                 |
| Словенија                             | 724.024                              | 689.910                              | 95,2%                                | 567.302                              | 82,2%                                | 122.608                              | 17,7%                                |
| Хрватска                              | 2.076.091                            | 1.903.033                            | 91,6%                                | 1.698.417                            | 89,2%                                | 204.616                              | 10,7%                                |
| Црна Гора                             | 193.959                              | 186.522                              | 96,1%                                | 181.571                              | 97,3%                                | 4.951                                | 2,6%                                 |
| Србија                                | 2.423.099                            | 1.885.409                            | 76,7%                                | 1.622.616                            | 87,3%                                | 235.793                              | 12,6%                                |
| Војводина                             | 977.276                              | 900.250                              | 92,1%                                | 726.051                              | 80,6%                                | 174.199                              | 19,3%                                |
| Косово и Метохија                     | 322.803                              | 314.135                              | 97,3%                                | 299.546                              | 95,3%                                | 14.589                               | 4,6%                                 |
| укупно                                | 8.383.455                            | 7.440.214                            | 88,7%                                | 6.574.975                            | 88,4%                                | 838.239                              | 11,3%                                |

## Изборни окрузи
| НР Босна и Херцеговина | 8  | Бања Лука         | 11 | 58  |
| НР Босна и Херцеговина | 8  | Бихаћ             | 5  | 58  |
| НР Босна и Херцеговина | 8  | добојски          | 8  | 58  |
| НР Босна и Херцеговина | 8  | Сарајево (град)   | 2  | 58  |
| НР Босна и Херцеговина | 8  | сарајевски        | 8  | 58  |
| НР Босна и Херцеговина | 8  | травнички         | 6  | 58  |
| НР Босна и Херцеговина | 8  | тузлански         | 11 | 58  |
| НР Босна и Херцеговина | 8  | херцеговачки      | 7  | 58  |
| НР Македонија          | 5  | битољски          | 7  | 24  |
| НР Македонија          | 5  | велешки           | 3  | 24  |
| НР Македонија          | 5  | Скопље (град)     | 2  | 24  |
| НР Македонија          | 5  | скопљански        | 7  | 24  |
| НР Македонија          | 5  | штипски           | 5  | 24  |
| НР Словенија           | 5  | Љубљана (град)    | 3  | 29  |
| НР Словенија           | 5  | љубљански         | 6  | 29  |
| НР Словенија           | 5  | Марибор           | 9  | 29  |
| НР Словенија           | 5  | Ново Место        | 5  | 29  |
| НР Словенија           | 5  | Цеље              | 6  | 29  |
| НР Србија и АКМО       | 20 | Београд (град)    | 7  | 101 |
| НР Србија и АКМО       | 20 | београдски        | 8  | 101 |
| НР Србија и АКМО       | 20 | ваљевски          | 4  | 101 |
| НР Србија и АКМО       | 20 | врањски           | 4  | 101 |
| НР Србија и АКМО       | 20 | тимочки           | 7  | 101 |
| НР Србија и АКМО       | 20 | моравски          | 5  | 101 |
| НР Србија и АКМО       | 20 | крагујевачки      | 5  | 101 |
| НР Србија и АКМО       | 20 | крушевачки        | 5  | 101 |
| НР Србија и АКМО       | 20 | новопазарски      | 3  | 101 |
| НР Србија и АКМО       | 20 | лесковачки        | 5  | 101 |
| НР Србија и АКМО       | 20 | нишки             | 5  | 101 |
| НР Србија и АКМО       | 20 | пиротски          | 4  | 101 |
| НР Србија и АКМО       | 20 | пожаревачки       | 6  | 101 |
| НР Србија и АКМО       | 20 | прибојски         | 6  | 101 |
| НР Србија и АКМО       | 20 | прокупачки        | 3  | 101 |
| НР Србија и АКМО       | 20 | чачански          | 6  | 101 |
| НР Србија и АКМО       | 20 | ужички            | 4  | 101 |
| НР Србија и АКМО       | 20 | косовски          | 5  | 101 |
| НР Србија и АКМО       | 20 | метохијски        | 6  | 101 |
| НР Србија и АКМО       | 20 | гњилански         | 3  | 101 |
| НР Хрватска            | 16 | Банија            | 5  | 86  |
| НР Хрватска            | 16 | Биоково-Неретва   | 2  | 86  |
| НР Хрватска            | 16 | Бјеловар          | 8  | 86  |
| НР Хрватска            | 16 | Вараждин          | 9  | 86  |
| НР Хрватска            | 16 | Горски Котар      | 2  | 86  |
| НР Хрватска            | 16 | Дарувар           | 6  | 86  |
| НР Хрватска            | 16 | Дубровник         | 2  | 86  |
| НР Хрватска            | 16 | Загреб (град)     | 5  | 86  |
| НР Хрватска            | 16 | Загреб            | 7  | 86  |
| НР Хрватска            | 16 | Задар             | 2  | 86  |
| НР Хрватска            | 16 | Карловац          | 6  | 86  |
| НР Хрватска            | 16 | Лика              | 4  | 86  |
| НР Хрватска            | 16 | Осијек            | 7  | 86  |
| НР Хрватска            | 16 | Славонски Брод    | 8  | 86  |
| НР Хрватска            | 16 | Средња Далмација  | 6  | 86  |
| НР Хрватска            | 16 | Хрватско приморје | 3  | 86  |
| НР Хрватска            | 16 | Шибеник           | 4  | 86  |
| НР Црна Гора           | 2  | берански          | 4  | 9   |
| НР Црна Гора           | 2  | цетињски          | 5  | 9   |
| АП Војводина           | 6  | новосадски        | 8  | 41  |
| АП Војводина           | 6  | сомборски         | 5  | 41  |
| АП Војводина           | 6  | суботички         | 6  | 41  |
| АП Војводина           | 6  | панчевачки        | 7  | 41  |
| АП Војводина           | 6  | петровградски     | 7  | 41  |
| АП Војводина           | 6  | сремскомитровачки | 8  | 41  |

## Контроверзе
Иако су политички противници Народног фронта, као и бројни страни посматрачи тврдили да су избори били намештени и нелегитимни, а британски амбасадор отворено изразио сумњу у резултате избора, ипак данашњи историчари су сагласни да је Народни фронт био водећа политичка опција и да би Тито свакако победио на изборима али са далеко мањим бројем гласова у случају да је изборни процес био слободнији. Опозиција је била најјача у Шумадији, где су деловале предратне српске странке и у крајевима под утицајем римокатоличке цркве, тј. у Словенији где су били јаки клерикалци и у деловима Хрватске где је била утицајна Хрватска сељачка странка.
КПЈ се служила застрашивањем политичких противника, агитатори других партија су хапшени, вође политичких странака су јавно прозивани и  називани фашистима, победи КПЈ је доприносило и то што су водећи анти-комунисти или погинули током рата или су били у емиграцији, док је 194.000 грађана изгубило право гласа. У ситуацији потпуне медијске контроле, водећа анти-комунистичка партија, српска Демократска странка Милана Грола је могла да агитује само преко својих новина Демократија које су пред изборе престале да се штампају, наводно јер су радници штампарије одбили да штампају за "фашисту Грола" који је против синдиката и радног народа. У пропаганду су биле укључене чак и дечје новине "Пионир" где је Милан Грол приказиван карикатурно у четничкој униформи, уз тврдњу да би сва деца гласала за маршала Тита кад би имала право гласа. Прибегавало се и насиљу, па су тако у Београду дечаку који је продавао новине Демократске странке, СКОЈ-евци полили руке бензином и запалили, док је у селу Умчари на смрт премлаћен учитељ Светозар Дуњић, симпатизер Демократа.